# Callionymus macclesfieldensis
 Callionymus macclesfieldensis és una espècie de peix de la família dels cal·lionímids i de l'ordre dels perciformes.

## Distribució geogràfica
Es troba al Mar de la Xina Meridional.